# Labalme
Labalme település Franciaországban, Ain megyében. Lakosainak száma 207 fő (2022. január 1.). Labalme Ceignes, Cerdon, Maillat, Saint-Alban és Vieu-d’Izenave községekkel határos.

## Népesség
A település népességének változása:
| Lakosok száma | 140  | 104  | 120  | 152  | 206  | 214  | 210  | 214  | 213  | 207  |
|               | 1968 | 1982 | 1990 | 2006 | 2013 | 2015 | 2017 | 2019 | 2020 | 2022 |